# Мост Энергетиков
Мост Энергетиков — автодорожный железобетонный балочный мост через реку Охту в Красногвардейском районе Санкт-Петербурга.

## Расположение
Расположен в створе проспекта Энергетиков. Выше по течению находится безымянный железнодорожный мост, ниже — мост Шаумяна.
Ближайшая станция метрополитена — «Ладожская».

## Название
Своё название мост получил в мае 1979 года по наименованию проспекта Энергетиков.

## История
Мост через реку Охту в этом месте был предусмотрен Генеральным планом развития Ленинграда ещё в 1959 году. Мост должен был стать звеном внутренней дуговой автомагистрали, призванной обеспечить сообщение центральных районов города и Петроградской стороны с промышленными и спальными районами северного и восточного правобережья. Мост возведён в 1978 году по проекту инженера института «Ленгипроинжпроект» Б. Э. Дворкина. Строительство осуществляло СУ-1 треста «Ленмостострой» под руководством главного инженера Е. В. Лейкина и производителя работ В. Ф. Калинина.

## Конструкция
Мост трёхпролётный железобетонный, балочно-неразрезной системы. Мост косой в плане, угол составляет 86°. Пролётное строение состоит из железобетонных балок двутаврового сечения с криволинейным очертанием нижнего пояса. Над промежуточными опорами и устоями сборные блоки объединены поперечными железобетонными балками. В пролётах главные балки объединяются по плите проезжей части. По своей конструкции аналогичен мосту Шаумяна и Гутуевскому мосту.
Устои массивные, из монолитного железобетона, на высоком свайном ростверке. Промежуточные опоры облегчённого типа, на свайном ростверке, каждый в виде двух отдельных столбов. К устоям моста примыкает низкая железобетонная подпорная стенка с откосами, укреплёнными железобетонными плитами. Общая длина моста составляет 59,1 м, ширина — 34,5 м.
Мост предназначен для движения автотранспорта и пешеходов. Проезжая часть моста включает в себя 6 полос для движения автотранспорта. Покрытие проезжей части и тротуаров — асфальтобетон. Тротуары отделены от проезжей части гранитным парапетом. Перильное ограждение металлическое сварное простого рисунка, завершается на устоях гранитными парапетами.